# Airolo
Airolo (ⓘ, in alpinlombardischer Mundart: Airö(u), Aire(u) [ajˈrøː, ajˈrøw, ajˈreː, ajˈrew], deutsch Eriels oder Jerels (beide veraltet), rätoromanisch Irielⓘ) ist ein Dorf und eine politische Gemeinde im schweizerischen Kanton Tessin. Die Gemeinde gehört zum Bezirk Leventina und zu dessen Kreis Airolo.

## Geographie
Airolo liegt am oberen Ende des Valle Leventina, 55 km nördlich von Bellinzona, am südlichen Fuss des Gotthardpasses an der Grenze zur Deutschschweiz (Kanton Uri) und rätoromanischen Schweiz (Kanton Graubünden). Westlich von Airolo erstreckt sich das Val Bedretto, von dem man über den Nufenenpass (Passstrasse) und den Griespass (Wanderweg) in den benachbarten Kanton Wallis oder über den Passo San Giacomo (Wanderweg) ins italienische Val Formazza gelangen kann. Zur Gemeinde gehören nebst dem Hauptort auch die Weiler Brugnasco, Fontana, Madrano, Nante und Valle; unbewohnt sind heute Albinásca und Bedrina.
Nachbargemeinden sind Bedretto, Quinto und Lavizzara im Kanton Tessin, Realp, Hospental und Andermatt im Kanton Uri sowie Tujetsch im Kanton Graubünden. Auf dem Gipfel des Piz Alv findet sich ein Dreikantonseck zu den Kantonen Graubünden und Uri ().

## Geschichte
Schon im 2./3. Jahrhundert n. Chr. hielten sich in Airolo Menschen auf, wie römische Gräber in Madrano belegen. Die Geschichte von Airolo war stets vom Verkehr über den Gotthard geprägt. Dadurch erlangten Gastgewerbe und Säumerei grosse wirtschaftliche Bedeutung.
Die ältesten urkundlichen Belege für den Ort als Oriolo, Ur(i)olo, Irorio stammen aus 1210, im 14. Jahrhundert erscheint er als Oriollo, Oirolo, Yroll(i)o, Airol(l)o, Ayrolio. Der Ortsname geht wahrscheinlich auf volkslateinisch *oriolu ‚schmaler Rand, Kante‘ zurück.
Im 12. Jahrhundert, als die drei oberen Tessiner Täler der Mailänder Kirche gehörten, entstanden erste Institutionen der Bauern, die die Alpweiden gemeinsam nutzten. 1227 beschloss der Talrat der Leventina, die bis dahin zum ungeteilten kollektiven Besitz gehörenden Alpen den zehn Dorfgemeinschaften (vicinanze) des Tales abzutreten, so auch Airolo. Aus der Vicinanza entwickelte sich im 19. Jahrhundert das Patriziato. Dieses besteht, auf die Nutzung der Gemeingüter beschränkt, bis heute. Alle Bürger von Airolo, seit 1919 auch die Frauen, können mitbestimmen, selbst wenn sie nicht im Dorf wohnen.
Die katholische Pfarrkirche Santi Nazario e Celso wurde im 12. Jahrhundert errichtet und erstmals 1224 zusammen mit der Pfarrei erwähnt. Das heutige Gebäude wurde 1879 neu gebaut, nachdem es 1877 von einem Brand zerstört worden war, bei dem ein grosser Teil des Dorfes niederbrannte. Der Kirchturm, der von doppelreihigen Zwillingsarkaden bekrönt ist, stammt aus romanischer Zeit. Im Jahr 1799 überquerte die russische Armee von General Alexander Wassiljewitsch Suworow während des Schweizer Feldzugs den Gotthardpass und kämpfte in der Reussschlucht nördlich von Andermatt gegen die Franzosen, woran das auf der Felsoberfläche bei der Teufelsbrücke errichtete Denkmal erinnert.
1882 wurde der Gotthard-Eisenbahntunnel mit dem Südportal Airolo eingeweiht. Das Dorf war damals mit 3700 Einwohnern die zweitgrösste Gemeinde im Tessin. Nahe dem Bahnhof steht das Denkmal für die Opfer des Gotthardtunnelbaus, ein von Vincenzo Vela (1820–1891) geschaffenes bronzenes Flachrelief. Zum militärischen Schutz der Gotthardstrasse und des Gotthardtunnels wurden als Teile des Waffenplatzes Airolo die Gotthardfestungen Motto Bartola (1890), Forte Airolo (1890) und Fort Hospiz (1894) gebaut (heute: Caserma Bedrina).

Airolo, Bergsturz Sasso Rosso, Foto von Leo Wehrli (1910)

Am 28. Dezember 1898 zerstörte ein Bergsturz einen Teil des Dorfes und forderte drei Tote. Zum Schutz des Dorfes wurde die grosse Schutzmauer oberhalb der Häuser errichtet. Eine riesige Lawine forderte am 12. Februar 1951 zehn Tote. Im Laufe des 20. Jahrhunderts wurden zahlreiche Lawinenverbauungen errichtet; eine Arbeit, welche in neuerer Zeit fortgesetzt wird.
Bereits 1890 erhielt Airolo eine elektrische Strassenbeleuchtung. Airolo war die erste Gemeinde des Kantons Tessin, die eine Kläranlage baute (1969).
Im Zweiten Weltkrieg wurden auf dem Gemeindegebiet als Teil des Schweizer Réduit die neuen Artilleriewerke San Carlo (1938), Foppa Grande (1940) und die Festung Sasso da Pigna (1941) erstellt.
1980 wurde der Gotthard-Strassentunnel mit dem Südportal Airolo eröffnet. Danach setzte endgültig ein Rückgang an Einwohnern und Arbeitsplätzen ein. So wurde 2007 das einst berühmte Hotel Motta an der Piazza Motta geschlossen. Mit dem Bau der zweiten Röhre sollen ab 2022 wieder bis zu 300 zusätzliche Personen in Airolo leben.
Airolo bildet nach wie vor eine eigenständige Bürgergemeinde.

## Bevölkerung
Einwohnerzahlen: Volkszählungsdaten
1880: Bau Gotthard-Eisenbahntunnel

## Wirtschaft

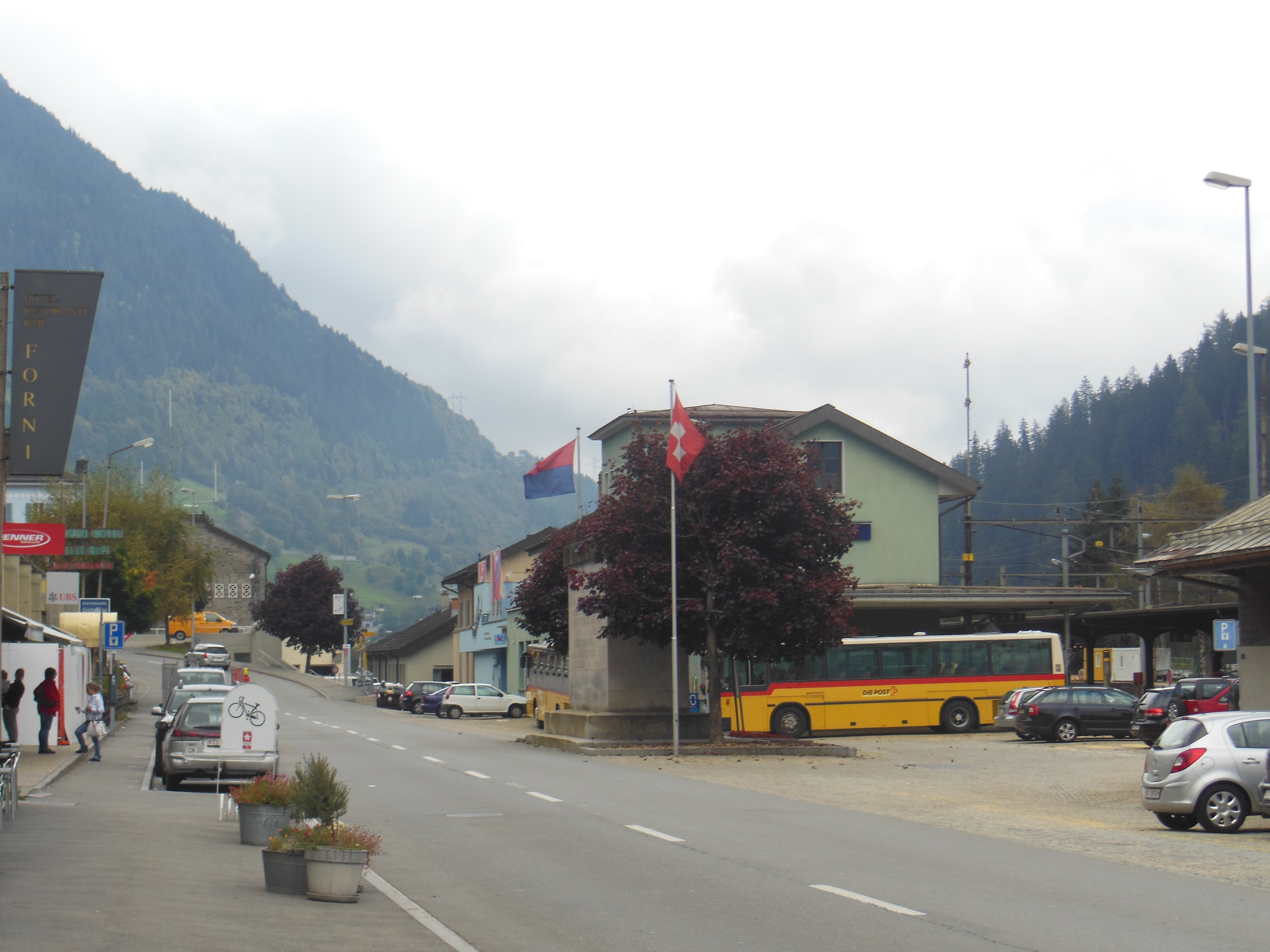
Hauptstrasse beim Bahnhof

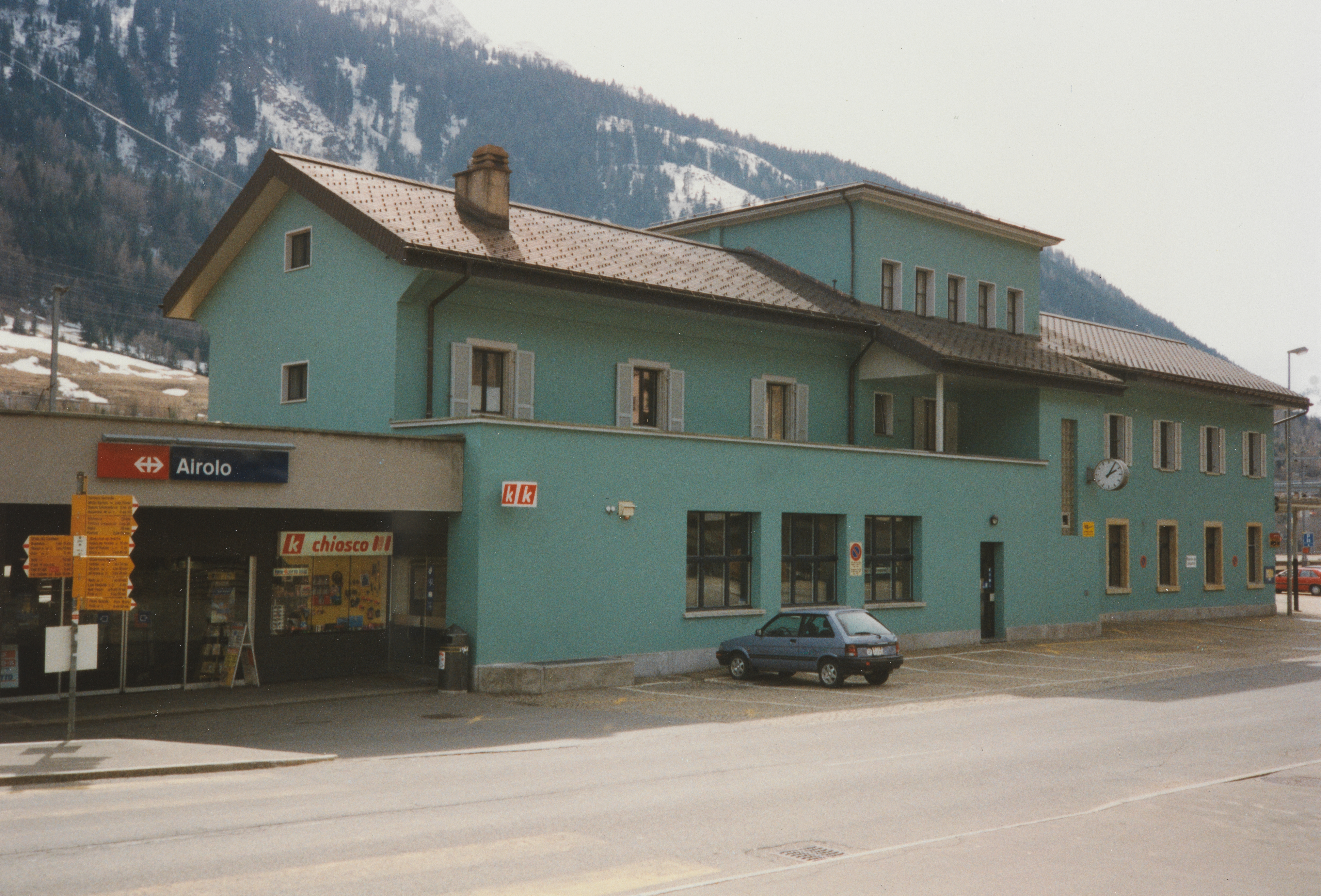
Im ehemaligen Bahnhofsgebäude befindet sich eine Molkerei

Die Landwirtschaft spielte lange eine wichtige Rolle, heute schafft sie jedoch nur noch wenige Arbeitsplätze. Durch den Bau 1995–1997 und Betrieb einer Schaukäserei (Caseificio dimostrativo del Gottardo) konnten die einheimischen Landwirtschaftprodukte besser vermarktet werden. 2015 zählte die Schaukäserei über 77'000 Besucher, die vorwiegend aus der Schweiz, Deutschland, den Niederlanden und Italien stammten. Im ehemaligen Bahnhofsgebäude hat sich die Molkerei Agroval SA eingerichtet.
Im Industriesektor nimmt das Baugewerbe den ersten Platz ein. Die einzige wichtige Fabrik von Airolo ist eine Metallverarbeitungsfirma, welche etwa 100 Personen beschäftigt.
In Airolo befinden sich Dienstleistungsbetriebe für Bahn- und Strassenverkehr sowie ein grosser Waffenplatz, in dem Sanitätstruppen der Schweizer Armee ausgebildet werden. Durch Sparmassnahmen beim Militär und den Bahnbetrieben gingen in Airolo zahlreiche Arbeitsplätze verloren, was zu einer sinkenden Bevölkerungszahl führte. Eine wichtige Rolle spielen darüber hinaus die Wasserkraftwerke. Im Jahre 1922 wurde von der Elektrizitätsgesellschaft der Gemeinde das Kraftwerk Calcaccia (691777 / 152712) gebaut, in dem zuerst nur eine Pelton-Turbine mit einer Leistung von 440 kW eingebaut war. Das Hochdruck-Laufwasserkraftwerk verarbeitet das Wasser eines 400 m höher gelegenen Weihers. Das in den 1940er-Jahren gebaute Lucendro-Kraftwerk gehört seit 2015 der Azienda Elettrica Ticinese (AET).
Trotz der Belastungen durch den Transitverkehr ist Airolo ein viel besuchter Ferienort. Airolo war der erste Skisportort im Tessin und ist heute sehr wichtig. Das Skigebiet Pesciüm am Nordhang im Süden des Dorfes umfasst fünf Skilifte, eine Sesselbahn und zwei Seilbahnen und erschliesst 30 anspruchsvolle Pistenkilometer auf 1175 bis 2255 Meter über Meer. Im Sommer ist Airolo ein beliebter Ausgangspunkt für Wanderungen (Strada Alta, Sentiero degli Alpi).

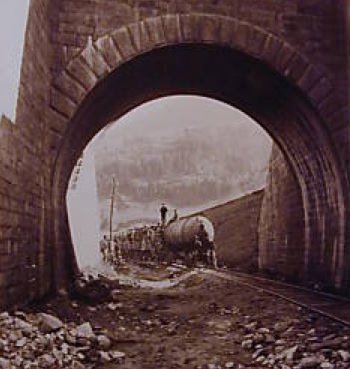
Pneumatisch betriebene Tunnellokomotive bei Airolo während des Baus des Gotthard-Scheiteltunnels

Airolo, Luftbild von Walter Mittelholzer (1931)

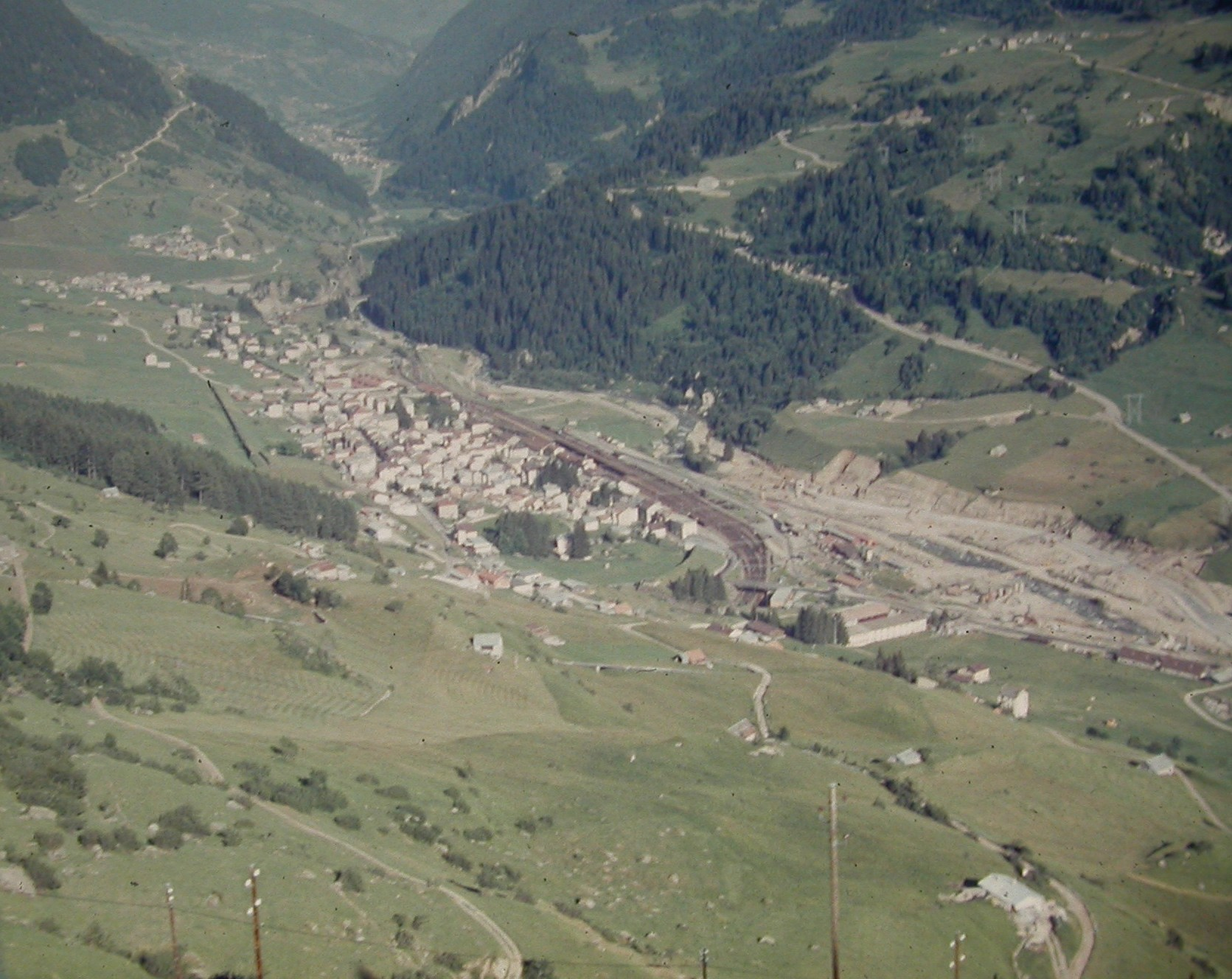
Airolo während des Baus des Ausgleichsbeckens des Lucendro-Kraftwerkes (1967)

## Verkehr
Airolo liegt am Südportal des alten Gotthard-Bahntunnels und des Gotthard-Strassentunnels der Autobahn A2. Der Bahnhof war bis zur Eröffnung des Basistunnels 2016 eine wichtige Station an der alten Gotthardbahn-Linie.

## Sehenswürdigkeiten
Das Dorfbild ist im Inventar der schützenswerten Ortsbilder der Schweiz (ISOS) als schützenswertes Ortsbild der Schweiz von nationaler Bedeutung eingestuft.
- Pfarrkirche Santi Nazario e Celso, erstmals 1224 erwähnt, erbaut im Jahre 1878–1879 und restauriert 1995–1996[26]
- Denkmal für die Opfer des Gotthardtunnelbaus (1886) von Pietro Andreoletti im Friedhof[26][27]
- Grabmal Giuseppe und Agostina Motta (1971) mit Sarkophag und Relief des Bildhauers Remo Rossi[26]
- Denkmal für die Opfer des Gotthardtunnelbaus (1882/1883) von Vincenzo Vela auf dem Piazzale della Stazione[26]
- Auf dem Gotthardpass: Adrien Guex Denkmal (1928) des Bildhauers Fausto Agnelli[26]
- Prähistorische Siedlung auf dem Gotthardpass (Alpe di Rodont)[28]
- Prähistorische Siedlung und römische Nekropole im Ortsteil Madrano (Motto Caslascio)[29]
- Im Ortsteil Stalvedro[30]: Burgruine und Oratorium Santa Maria Vergine (1699), restauriert 1990[26]
- Im Ortsteil Albinengo: Elektrizitätswerk Lucendro (1945), Architekten: Carlo Tami, Rino Tami[26]
- Alte Tremolastrasse (1828/1831), Ingenieur Francesco Meschini[26]

Militärbauten
- Im Ortsteil Foppa: Forte Airolo (1887/1890), alte Festungsanlage, heute Museo Forte Airolo (1989)[26]
- Festung Foppa Grande[26]
- Im Ortsteil Motto Bartola: Artilleriewerk Festung Motto Bartola (1888/1914)[26] mit Militärturnhalle (1995/1998), Architekten: Mario Campi, Franco Pessina
- Festung Fieudo (1902/1911)[31]
- Forte Ospizio, alte Festungsanlage (1892/1917), renoviert als Museum, Architekten: Franco Moro, Paolo Moro[26]
- Sasso San Gottardo: am 25. August 2012 wurde in der Festung Sasso da Pigna auf dem Gotthardpass die Ausstellung zur Festungs- und Themenwelt des Sasso San Gottardo eröffnet[32]
- Im Ortsteil Bedrina: Kaserne und Waffenplatz (1989/1995), Architekten: Fabio Muttoni, Silvano Caccia mit Wandmalereien des Malers Livio Bernasconi[26][33]
- Festungen San Gottardo[34]

## Kultur
- Stiftung Pro Sankt Gotthard[35]
- Das St. Gotthard-Museum vermittelt die Bedeutung und den Einfluss der Passstrasse.[36]
- Associazione Airolo in transizione.[37]

## Persönlichkeiten
Aus Airolo stammt Giuseppe Motta, Bundesrat von 1912 bis 1940.
Albert Einstein verbrachte im Jahr 1895 Sommerferien in Airolo.

## Bilder

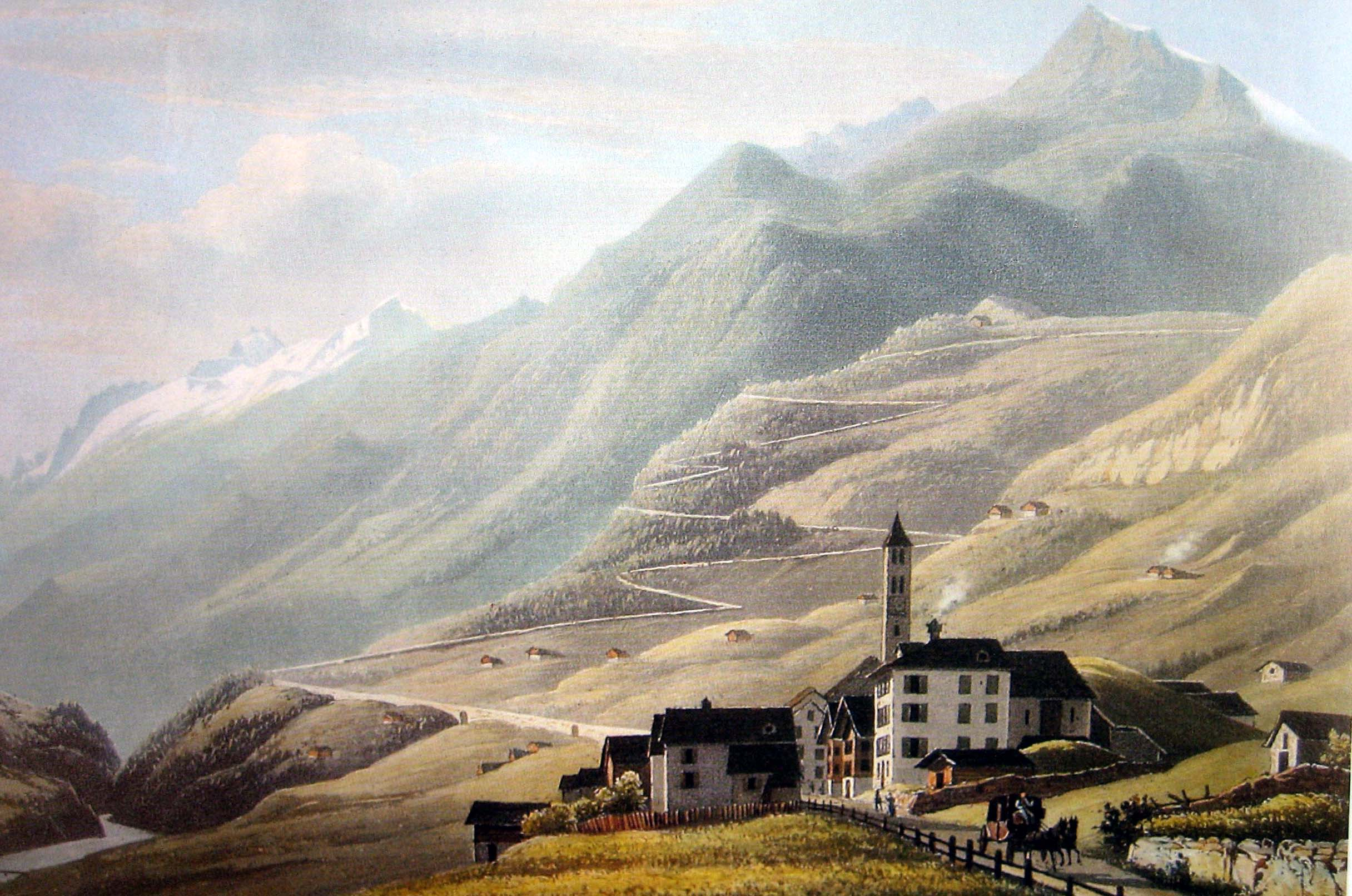
Airolo 1835
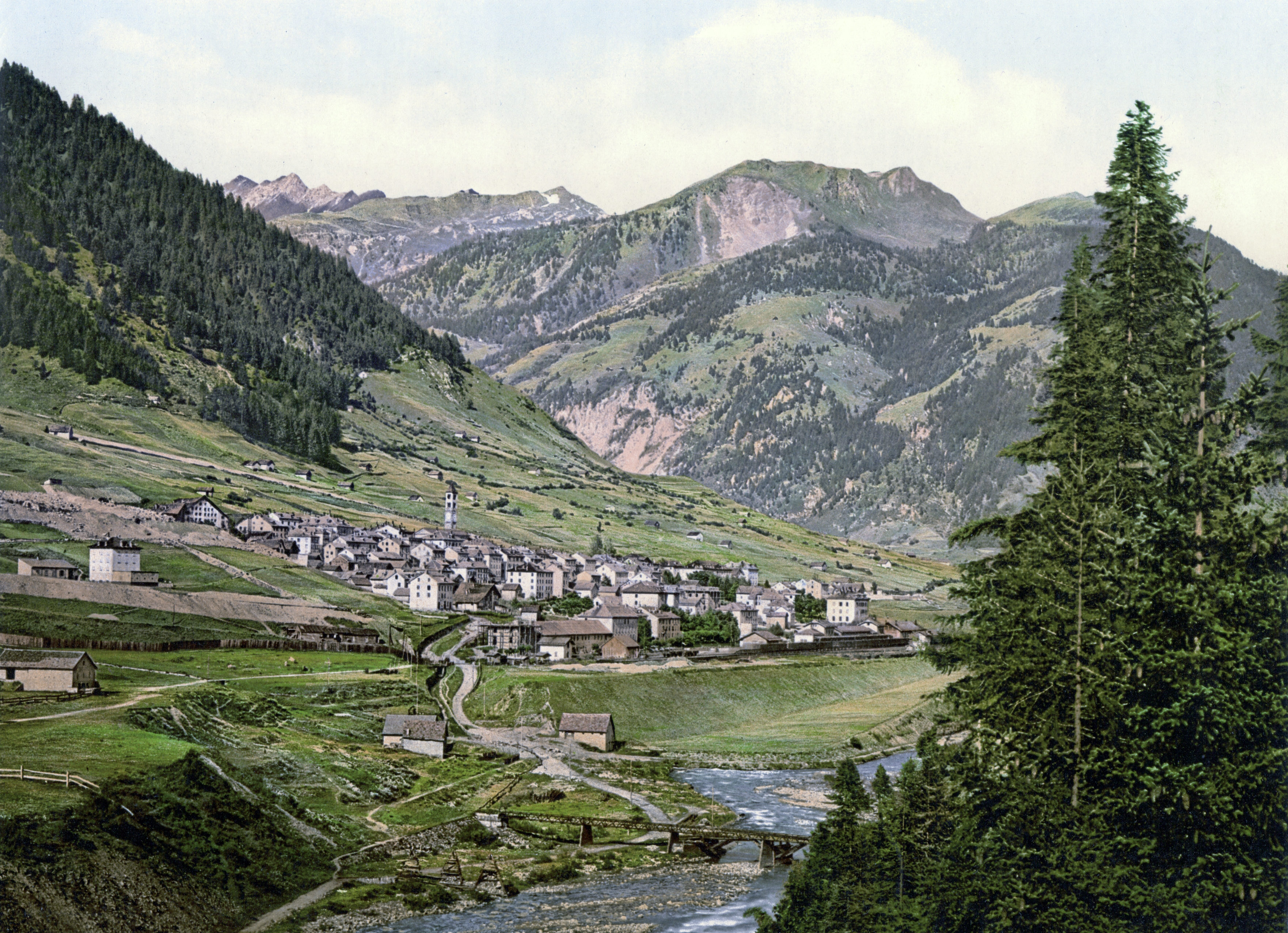
Airolo nach 1890, vor dem Bergsturz von 1898
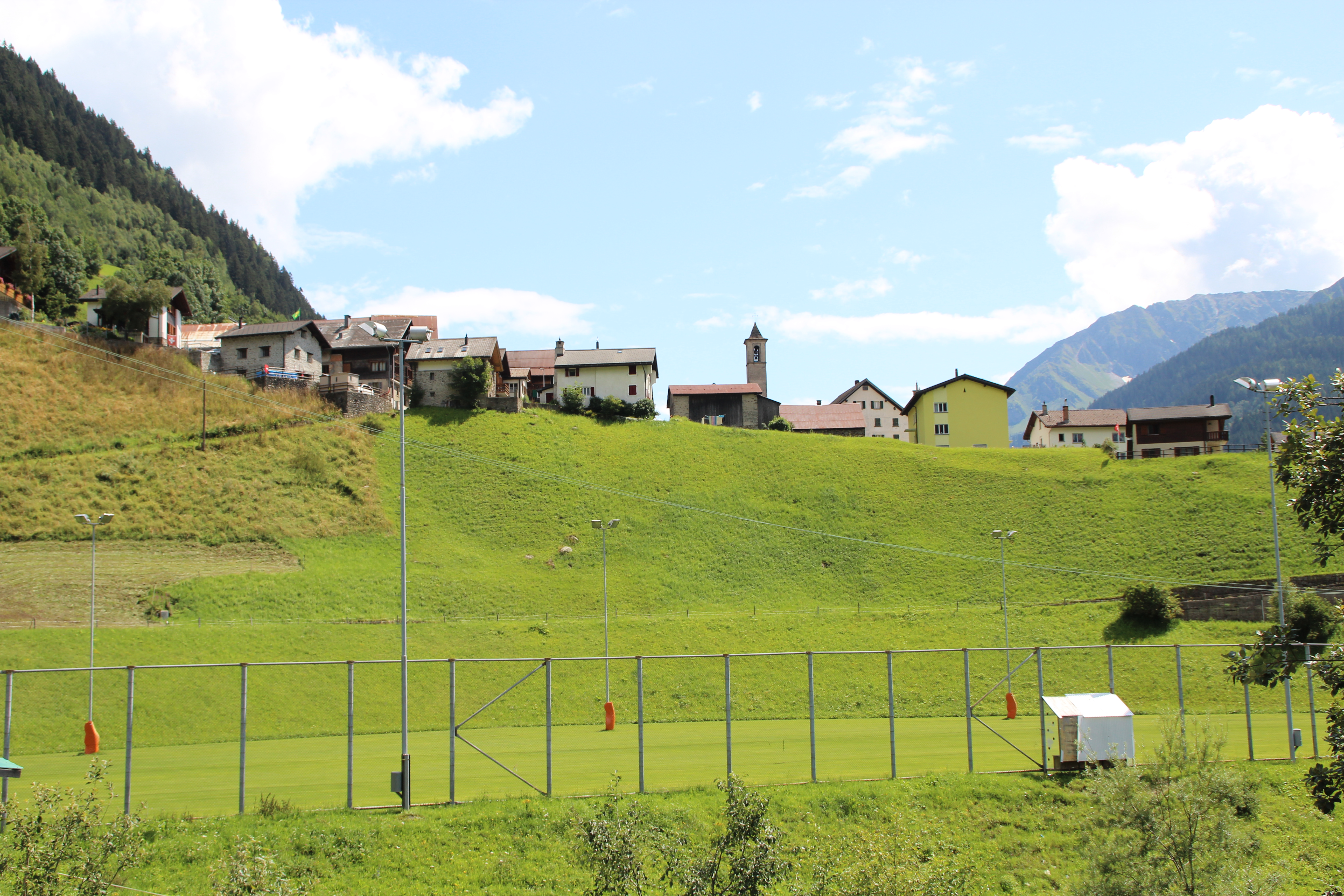
Madrano
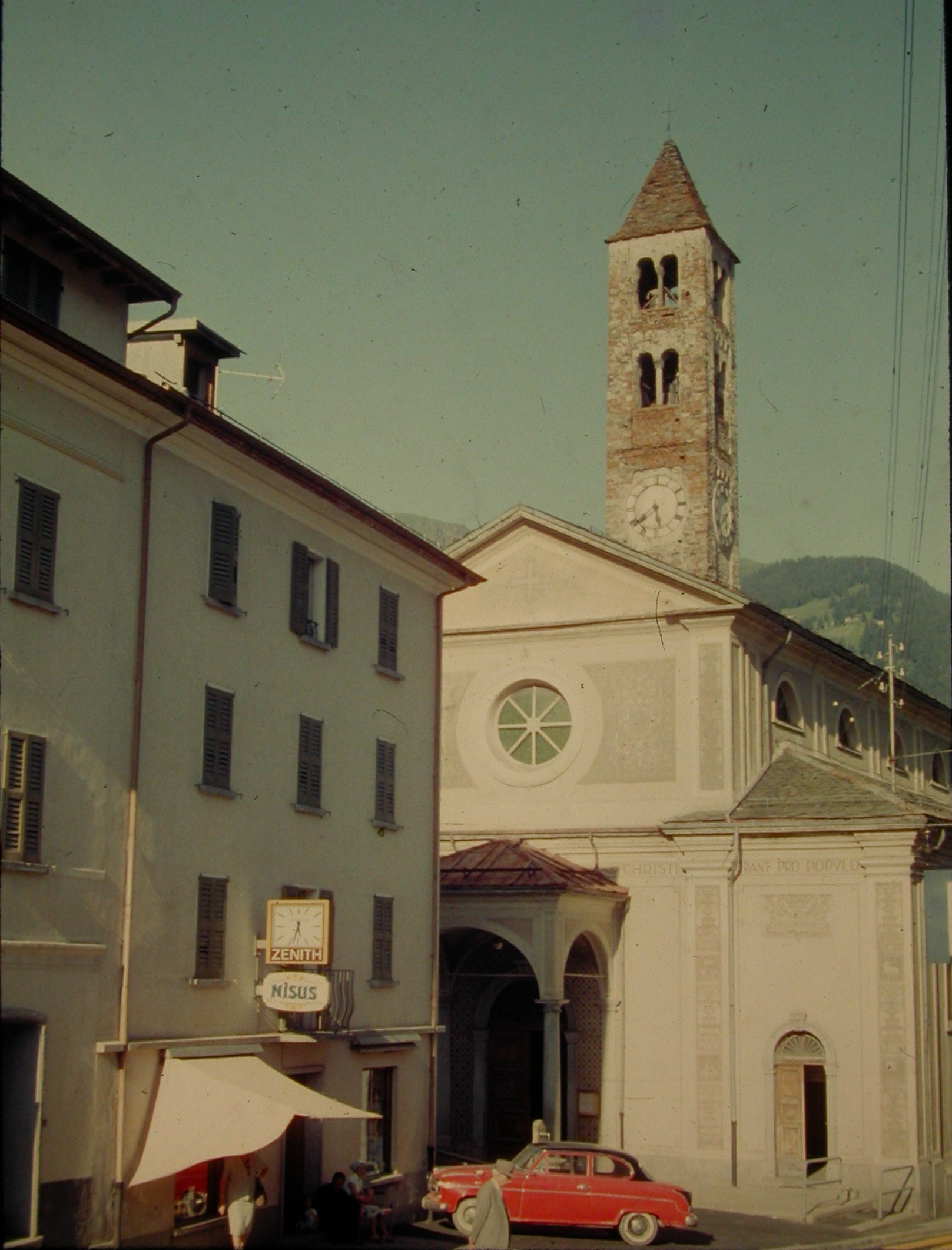
Pfarrkirche Santi Nazario e Celso (1967)
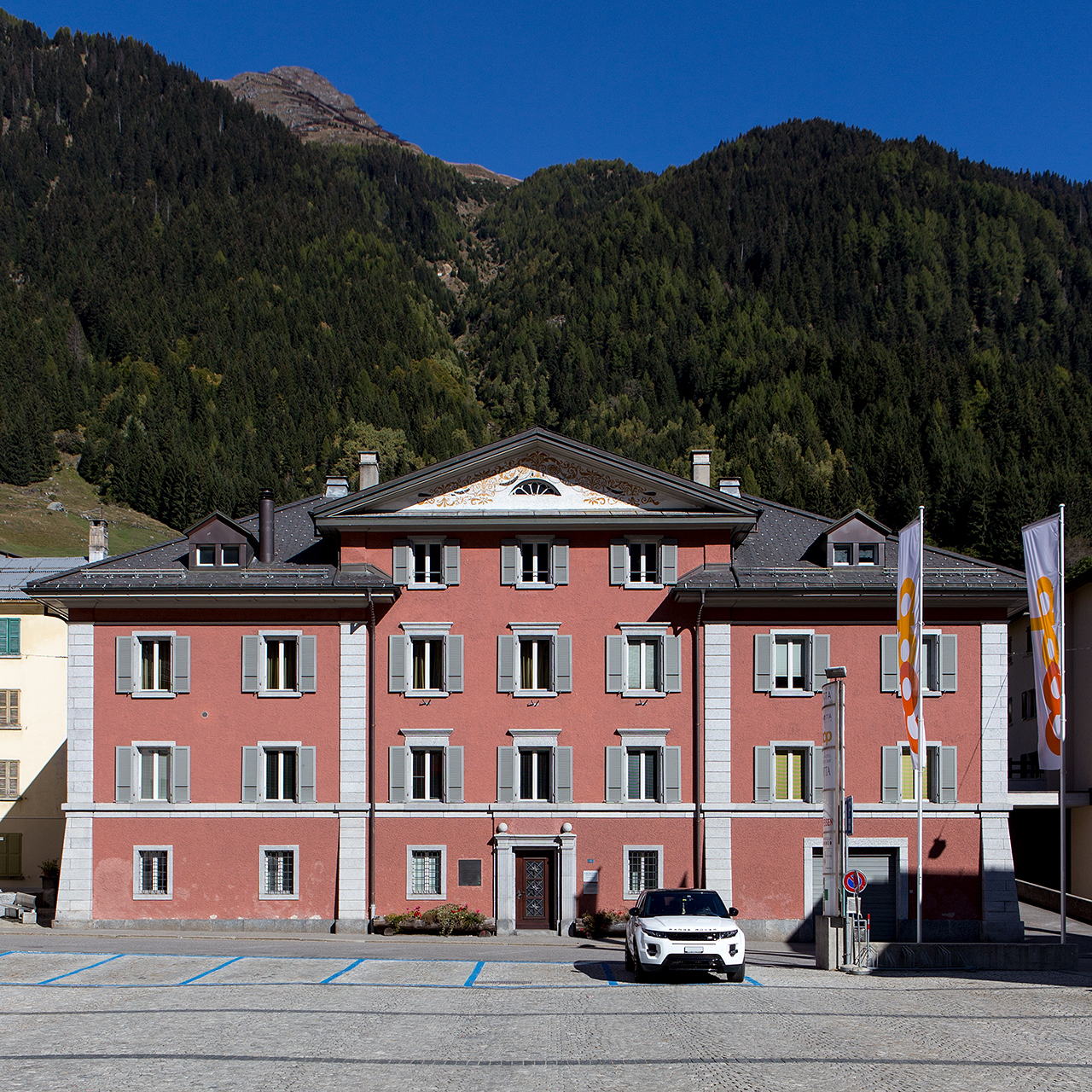
Geburtshaus von Bundesrat Giuseppe Motta
Südportal des alten Gotthardtunnels, etwa 1889
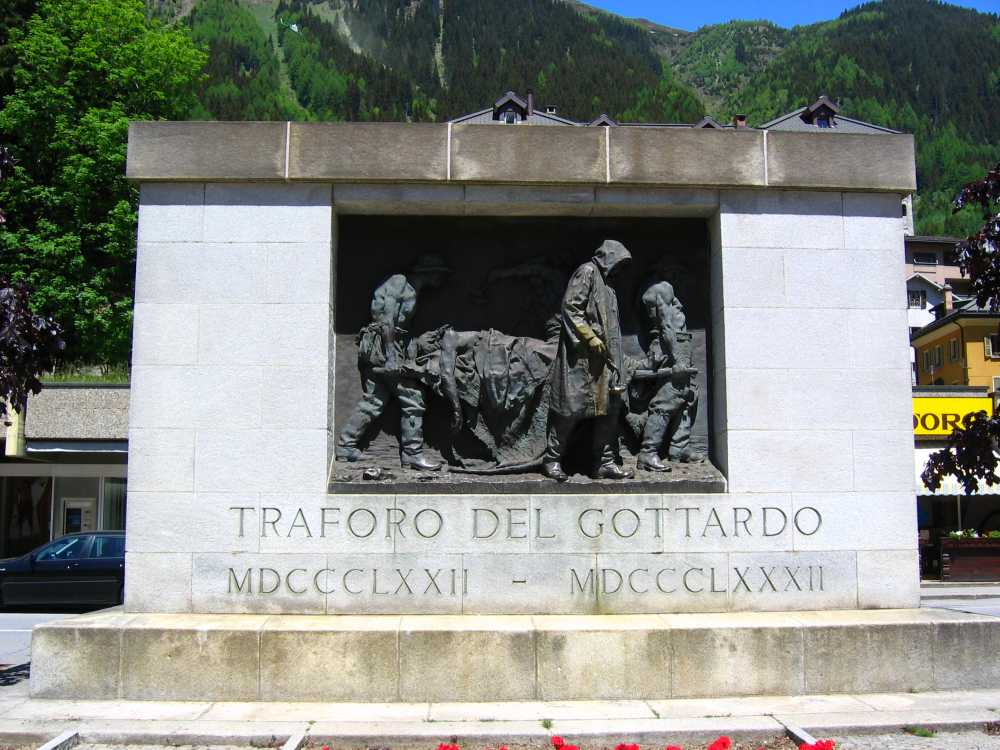
Denkmal für die beim Bau des Gotthardtunnels verunglückten Arbeiter am Bahnhof von Airolo, von Vincenzo Vela
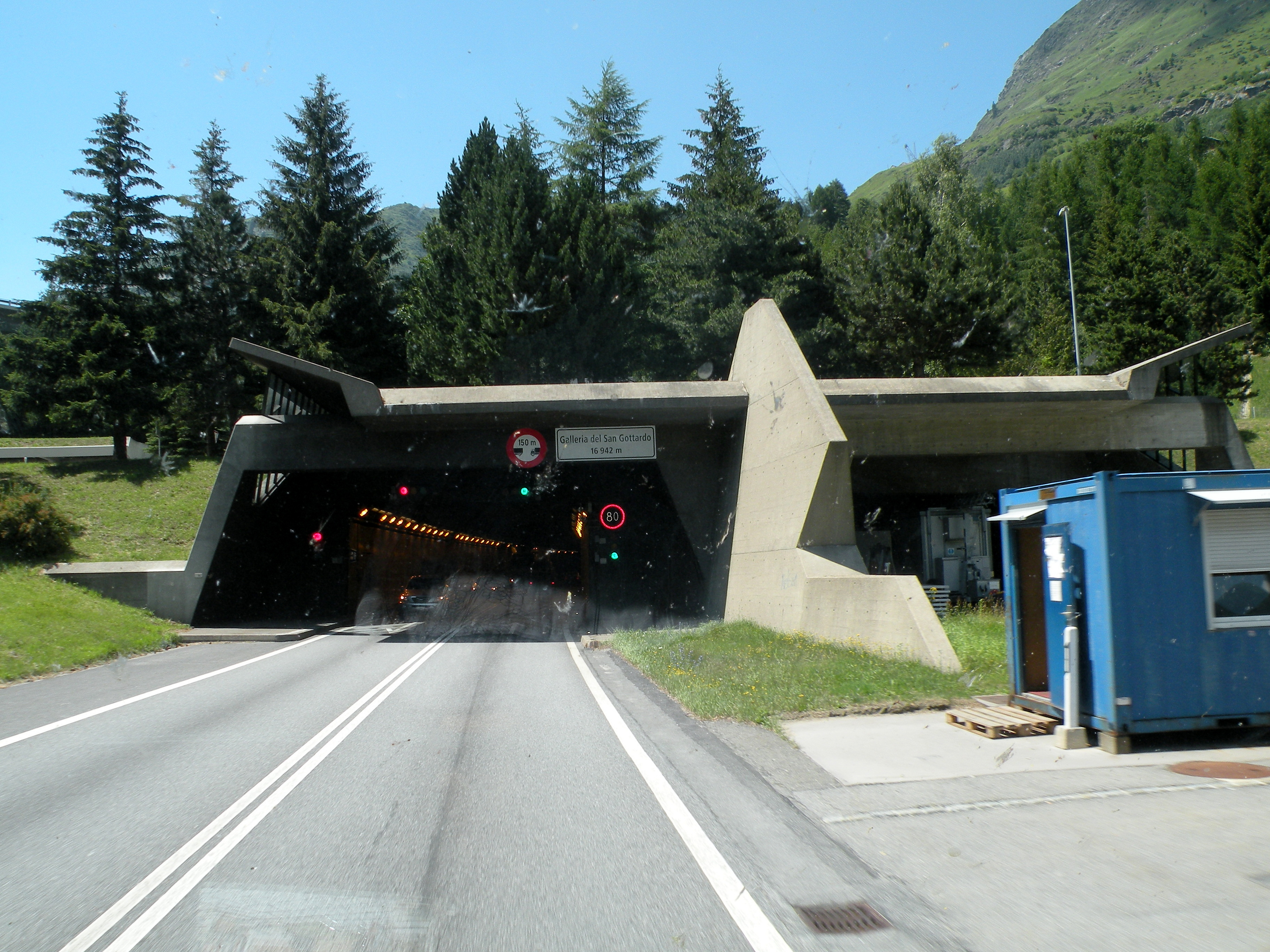
Gotthard Strassentunnelportal
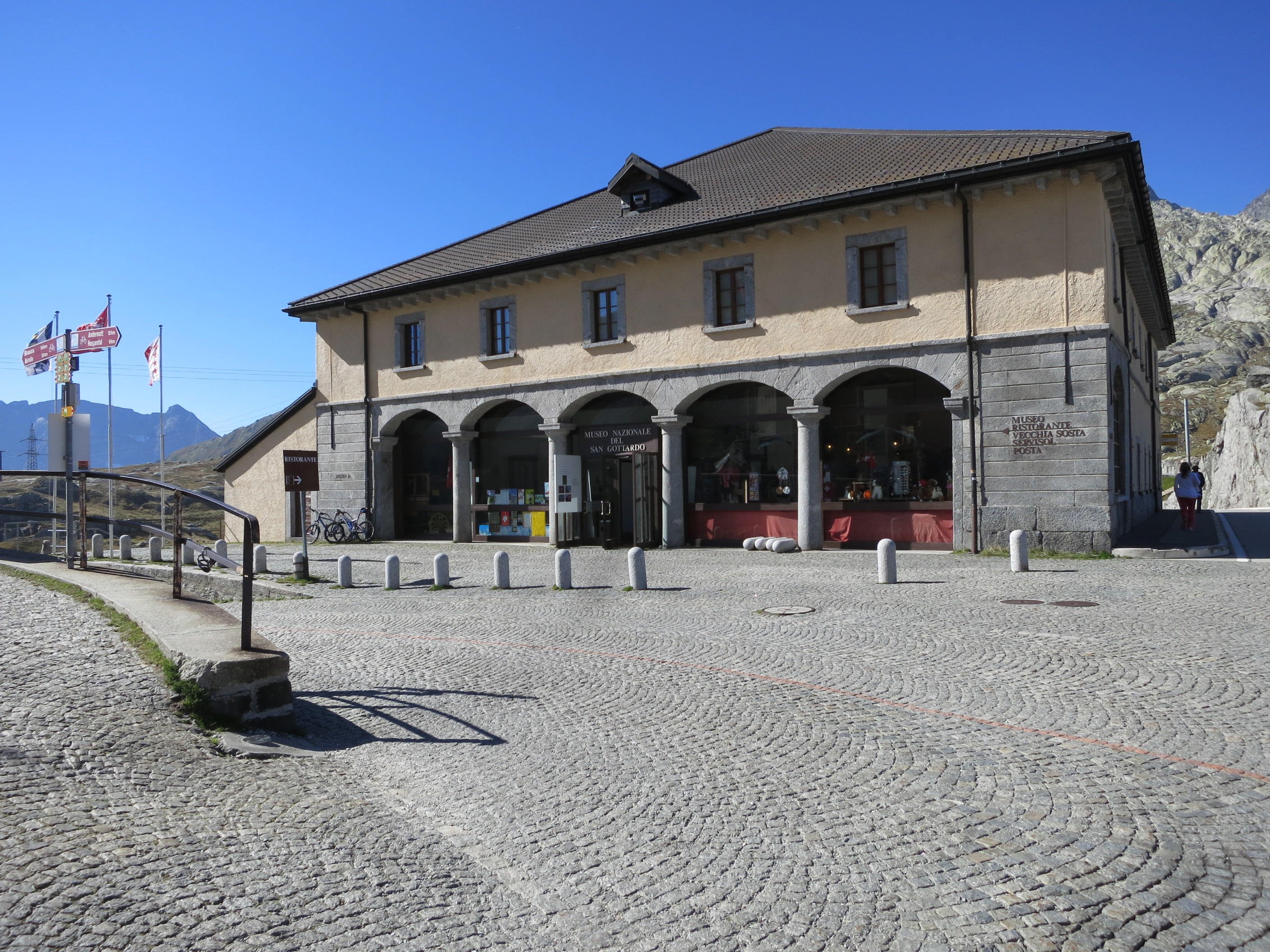
Gotthardmuseum
Fontana. Historisches Bild von L. Wehrli (1911)
Brücke Rio Fontana. Historisches Bild von L. Wehrli (1933)
Fontana, östlicher Dorf-Eingang, mit Murgang-Abwerk.  Historisches Bild von L. Wehrli (1933)